# Jean-Marie Boscary
Jean-Marie Boscary de Romaine (Lyon, 8 mai 1746 - Lésigny, 17 décembre 1797), est un financier et homme politique français.

## Biographie
Négociant et banquier à Paris dans la maison Chels-Boscary et Compagnie, il est élu député de Paris à l'Assemblée législative, le 21 septembre 1791, et se trouva mêlé, dès le début de l'année 1792, à une affaire assez grave qui l'obligea, au bout de quelques mois, à donner sa démission. 
La hausse extraordinaire du prix des sucres avait donné lieu à des soulèvements dans plusieurs quartiers de Paris. Dans la séance du 24 janvier 1792, le maire de Paris vint rendre compte à l'Assemblée de la situation. Le peuple, exaspéré, avait envahi les magasins d'un certain nombre de négociants des rues Saint-Martin, des Lombards, des Gravilliers, etc., que l'on accusait de vouloir accaparer les marchandises. Boscary était un des plus suspects ; il adressa à l'Assemblée la lettre suivante, dont il fut donné lecture par un des secrétaires, dans la séance même du 24.
Au milieu des murmures des tribunes, un collègue de Boscary, son voisin, Léonard Robin, également député de Paris, demanda et obtint le renvoi au pouvoir exécutif de la plainte que l'Assemblée venait d'entendre.
Mais, le 5 juin 1792, Boscary donna sa démission de député.

## Sources
- Jean-Marie Boscary (1746-1797), banquier, député à la Législative
- « Jean-Marie Boscary », dans Adolphe Robert et Gaston Cougny, Dictionnaire des parlementaires français, Edgar Bourloton, 1889-1891 [détail de l’édition]